# Stary cmentarz żydowski w Wisznicach
Stary cmentarz żydowski w Wisznicach – kirkut służący niegdyś żydowskiej społeczności Wisznic. Nie wiadomo kiedy powstał ani jaką miał powierzchnię. Mieścił się przy ul. Warszawskiej. W okresie międzywojennym był nieczynny, a funkcję grzebalną pełnił nowy cmentarz. Zniszczony w czasie wojny, zaś obecnie na jego terenie znajduje się boisko.